# Acrophylla
Az Acrophylla a rovarok (Insecta) osztályának a botsáskák (Phasmatodea) rendjéhez, ezen belül a valódi botsáskák (Phasmatidae) családjához és a Phasmatinae alcsaládjához tartozó nem.

## Rendszerezés
A nembe az alábbi fajok tartoznak:
- Acrophylla cornuta
- Acrophylla ligula
- Acrophylla nubilosa
- Acrophylla paula
- Acrophylla titan
- Acrophylla wuelfingi